# L'Ange-Gardien
L'Ange-Gardien es un municipio canadiense situado en la provincia de Quebec.

## Superficie
L'Ange-Gardien tiene una superficie de 216,05 km².

## Demografía
En 2021, tenía 6102 habitantes, una densidad poblacional de 28,2 hab./km², y 2288 viviendas.